# Bogdan Bănuță
Bogdan Bănuță (n. 19 august 1965, Pitești, România – d. 19 aprilie 1992, Șeica Mare, Sibiu, România) a fost un fotbalist român de fotbal care a jucat pe postul de mijlocaș la FC Arges Pitești și Inter Sibiu. S-a născut la Pitești la 19 august 1965 și a debutat la juniorii lui FC Argeș Pitești, avându-l ca prim antrenor pe Mihai Ianovschi. După un prim stagiu la Dacia Pitești, Bănuță debutează sub bagheta lui Nicolae Dobrin în prima divizie a țării în anul 1991 când s-a transferat la Sibiu la schimb cu Marius Predatu care a plecat la FC Argeș Pitești, Bănuță a jucat 165 de meciuri la FC Argeș Pitești, pentru care a marcat 26 de goluri. Mijlocaș ofensiv, cu o tehnică rafinată, Bănuță a fost multă vreme comparat cu Gheorghe Hagi. A fost selecționat de 30 de ori la juniori și de 11 ori la naționala de tineret. 
A murit într-un accident rutier în timpul unei deplasări cu autocarul echipei la meciul cu Gloria Bistrița din etapa 24 a campionatului.

## Activitate
- FC Argeș Pitești (1983-1991)
- Inter Sibiu (1991-1992)

## Legături externe
- Bogdan Bănuță la romaniansoccer.ro
- http://www.libertatea.ro/sport/aici-e-ingropat-interul-236946
- http://www.tribuna.ro/stiri/tribuna-sporturilor/23-de-ani-de-la-decesul-celor-doi-interisti-gabi-nastase-si-bogdan-banuta-105907.html
- http://www.turnulsfatului.ro/2016/04/18/vocile-stinse-ale-supravietuitorilor-si-24-de-ani-de-la-tragicul-accident-al-interului-se-vedea-numai-bazinul/
- http://www.curier.ro/index.php?option=com_content&task=view&id=85224&Itemid=376